# Harrejaure (Arjeplogs socken, Lappland)
Harrejaure är en sjö i Arjeplogs kommun i Lappland och ingår i Piteälvens huvudavrinningsområde. Sjön har en area på 0,178 kvadratkilometer och ligger 506 meter över havet.

## Delavrinningsområde
Harrejaure ingår i det delavrinningsområde (736308-158922) som SMHI kallar för Mynnar i Rappen. Medelhöjden är 562 meter över havet och ytan är 3,31 kvadratkilometer. Det finns inga avrinningsområden uppströms utan avrinningsområdet är högsta punkten. Vattendraget som avvattnar avrinningsområdet har biflödesordning 3, vilket innebär att vattnet flödar genom totalt 3 vattendrag innan det når havet efter 273 kilometer. Avrinningsområdet består mestadels av skog (85 procent). Avrinningsområdet har 0,23 kvadratkilometer vattenytor vilket ger det en sjöprocent på 7 procent.